# Air Bud 4 - Una zampata vincente
Air Bud 4 - Una zampata vincente (Air Bud: Seventh Inning Fetch) è un film del 2002 diretto da Robert Vince.
È il quarto sequel del film Air Bud - Campione a quattro zampe del 1997.

## Trama
Josh è al suo primo anno di college e deve lasciare il suo fedele Buddy alle cure della sorellina Andrea e al resto della famiglia.
Andrea entra con l'amica nella squadra di baseball, dopo un inizio non brillante imparerà a giocare con l'aiuto del fedele Buddy entrato anche lui in squadra.